# Annedore Kleist
Annedore Kleist (* 12. Februar 1967 in Wuppertal) ist eine deutsche Schauspielerin.

## Leben
Annedore Kleist wuchs als Jüngste von fünf Geschwistern in Wuppertal auf und erhielt von 1988 bis 1991 eine Ausbildung an der Schule für Schauspiel in Hamburg. Am Actors Studio in New York besuchte sie Workshops von John Costopoulus und nahm in Berlin an einem weiteren Workshop von Uta Hagen teil.
Ein erstes Engagement hatte sie am Deutschen Schauspielhaus in Hamburg. So ist dort in der Spielzeit 1991/1992 ein Auftritt in der Rolle der Ginevra in Tankred Dorsts Drama Merlin oder Das wüste Land zu verzeichnen. Weitere Stationen waren das Mecklenburgische Landestheater Parchim, das Theater Basel, und das Schillertheater NRW in Wuppertal. In der Spielzeit 1993/1994 verkörperte sie in Parchim die Hauptrolle in Elizaveta Bam von Daniil Charms und 1995/1996 trat sie als Mary Warren in Arthur Millers Hexenjagd in Basel auf. Es folgten weitere Auftritte bei den Ruhrfestspielen in Recklinghausen und am Théâtre Vidy in Lausanne. In der Spielzeit 2011/2012 ist sie an der Staatsoper Unter den Linden als Ida in der Operette Die Fledermaus von Johann Strauss zu sehen.
Annedore Kleist wirkte weiterhin in verschiedenen Film- und Fernsehproduktionen mit.
Darunter befanden sich 2008 und 2009 die Spielfilme Was wenn der Tod uns scheidet? von Ulrike Grote mit Naomi Krauss, Monica Bleibtreu und Ulrich Noethen und Tom Tykwers Drei mit Sophie Rois, Sebastian Schipper und Devid Striesow. Zudem war sie als Darstellerin in Fernsehserien wie Ki.Ka-Krimi.de, Flemming, SOKO Wismar, Polizeiruf 110 und Heiter bis tödlich: Nordisch herb zu sehen. In dem Fernsehfilm Grabenkämpfe aus der Fernsehreihe Tatort spielte sie 2011 die Rolle der Wilma Fuchs.

## Filmografie (Auswahl)
- 1992: Schattenboxer
- 2002: Inspektor Rolle – Sex-Inserate (Fernsehserie)
- 2003: Jonathans Liebe (Fernsehfilm)
- 2004: Die Farben der Liebe (Fernsehfilm)
- 2005: Jetzt erst recht! – Zu schön, um wahr zu sein (Fernsehserie)
- 2007: Ki.Ka-Krimi.de – die Gang (Fernsehserie)
- 2008: Was wenn der Tod uns scheidet?
- 2009: Flemming – Das hohe Lied (Fernsehserie)
- 2009: Drei
- 2011: SOKO Wismar – Genug (Fernsehserie)
- 2011: Håkan Nesser – Inspektor Barbarotti: Verachtung (Fernsehfilm)
- 2011: Tatort – Grabenkämpfe (Fernsehreihe)
- 2011: Polizeiruf 110 – …und raus bist du! (Fernsehreihe)
- 2012: Heiter bis tödlich: Nordisch herb – Der Rest ist Schweigen (Fernsehserie)
- 2012: Leg ihn um
- 2014: Die Toten von Hameln (Fernsehfilm)
- 2014: Danni Lowinski – Verrat (Fernsehserie)
- 2014: Kommissarin Heller – Tod am Weiher
- 2015: Der Lehrer – Die sind verliebt, die zählen nicht! (Fernsehserie)
- 2015: Unter der Haut (Fernsehfilm)
- 2019: Unschuldig (Fernsehfilm)
- 2021: Käthe und ich: Im Schatten des Vaters (Fernsehreihe, eine Folge)
- 2023: Bettys Diagnose – Liebe kommt, Liebe geht (Fernsehserie)
- 2024: In aller Freundschaft – Die jungen Ärzte – Offensiven (Fernsehserie)
- 2025: SOKO Leipzig – Hasch mich (Fernsehserie)
- 2025: Bernd – Operation Germanenkind